# Henry Ernst
Henry Ernst (Dresde, 1846 - [...?]) fue un cantante de ópera alemán. Era hijo de la cantante húngara Josefine Ernst-Kaiser y sobrino del violinista Franz Anton Ernst.
Fue alumno del Conservatorio de Pest, en el que además de seguir estudios teóricos, aprendió el violín y el canto. En 1872 fue contratado como barítono en el teatro municipal de Leipzig, donde desarrolló su voz en el sentido de la altura, convirtiéndose en tenor, bajo la dirección del profesor Gustav Rebling.
En 1875 pasó a la Ópera Imperial de Berlín, donde primeramente cantó partituras líricas y después épicas, apreciándose en Ernst a un artista distinguido y la profundidad de su sentimiento y desarrollando, bajo la influencia y el ejemplo de Nemann, sus dotes naturales hasta alcanzar, después de estudiar nuevamente con Louise Rees, el dominio completo de sus facultades vocales.
En el Teatro de Berlín cantó roles muy importantes, entre los que destaca el de Sifried; después cantó en Viena, Budapest, Hannover, Riga y Hamburgo, finalmente abandonó la escena retirándose en Berlín.